# Alexander Veljanov
Alexander Veljanov – niemiecki wokalista pochodzenia macedońskiego, najbardziej znany jako współzałożyciel duetu Deine Lakaien.

## Życiorys
Veljanov studiował w Monachium i w Berlinie. Przerwał studia w 1991, by skoncentrować się na muzyce, zwłaszcza na pracy związanej z Deine Lakaien. Do 1993 był również członkiem rockowej grupy Run Run Vanguard. Uczestniczył również w wielu innych projektach muzycznych.
Mieszkał w Berlinie, Monachium oraz w Londynie.

## Dyskografia

### Run Run Vanguard
- 1993 Suck Success

### Solo
- 1998 Secrets of the Silver Tongue
- 1998 The Man With a Silver Gun
- 1998 Past and Forever
- 2001 The Sweet Life
- 2001 Fly Away
- 2008 Nie mehr/Königin aus Eis
- 2008 Porta Macedonia